# Anna Gardell-Ericson
Anna Maria Gardell-Ericson, född Gardell 10 oktober 1853 i Visby stadsförsamling, Gotlands län, död 2 juni 1939 i Engelbrekts församling, Stockholm, var en svensk konstnär.

## Biografi
Anna Gardell-Ericson var dotter till landskamreraren John Gardell och Emma Nyberg och från 1882 gift med Johan Ericson.
Gardell-Ericson började måla mycket tidigt och redan som sextonåring sändes hon till Schweiz för att studera pianospel men ganska snart ställde hon om till konst. Hon utbildade sig senare för Per Daniel Holm på Konstakademien i Stockholm 1872–1888 och hon medverkade i akademiens utställningar 1875 och 1877. På hundraårsutställningen i Philadelphia 1876 tilldelades hon en bronsmedalj. Hon fortsatte sina studier för Alexandre-Louis Leloir och Ferdinand  Heilbuth i Paris 1879. I Frankrike studerade hon de stora franska föregångarna och utförde akvarellkopior efter Camille Corot och Charles-François Daubignys målningar. Hon medverkade i Parissalongen såväl 1880 som 1882 där hon fick en stor framgång med sina små landskapsakvareller (hon lyckades få 7 akvareller antagna redan till salongen 1880 vilket fick konstnärsvännerna Carl Larsson och Anders Zorn att uttala sig mycket uppskattande), och som resulterade i ett kontrakt på 1000 francs i månaden för leveranser av akvareller till konstfirman Goupil i Paris. Hon medverkade i Foreign Exhibition i Boston 1883 där hon tilldelades en utställningsmedalj. Hon blev även medlem i det engelska Dudley Gallery Art Society.
Anna Gardell-Ericson vistades i Frankrike 1879–1884 och gifte sig i Paris 1882 med Johan Ericson, då de båda redan var erkända konstnärer. Först bodde de i Frankrike men när en koleraepidemi bröt ut i Paris 1884 flyttade de till Göteborg. I Sverige ställde hon ut separat på Gummesons konsthall i Stockholm 1927 och hon medverkade i talrika utställningar med Sveriges allmänna konstförening och Föreningen Svenska Konstnärinnor. Kort före sin död skrev hon ner sina minnen men detta kom ej att publiceras i bokform. En minnesutställning anordnades i Göteborg 1939 och Bukowskis konsthandel visade en utställning med Gardell-Ericsons akvareller 1946. Till 100-årsjubileet av giftermålet anordnade Gotlands Fornsal och Gotlands Konstmuseum 1982 en minnesutställning i Visby som därefter flyttades till Göteborg och Börjessons konsthall. En minnesbok om konstnärsparets liv och gärningar publicerades också 1982. Den bygger på en fullständig tillgång till alla brev och minnesanteckningar som till stora delar tidigare inte offentliggjorts. Boken innehåller målningar från bland annat många konstmuseer, H.M. konungens samlingar samt från Sveriges Riksdag (varav 37 st återgivits i högkvalitativa stora färgtryck).
Gardell-Ericson är representerad vid Nationalmuseum, Göteborgs konstmuseum, Norrköpings konstmuseum och flera utländska museer. Anna Gardell-Ericson ligger begravd i sin äldsta dotter Yvonnes familjegrav (von Matérn) tillsammans med även den andra dottern Marit Lithberg och dottern Yvonnes make i sitt tredje äktenskap med Herman O. Westerlund samt med maken i första äktenskapet - John von Matérn - på Stockholms Norra begravningsplats i Solna.

## Bilder

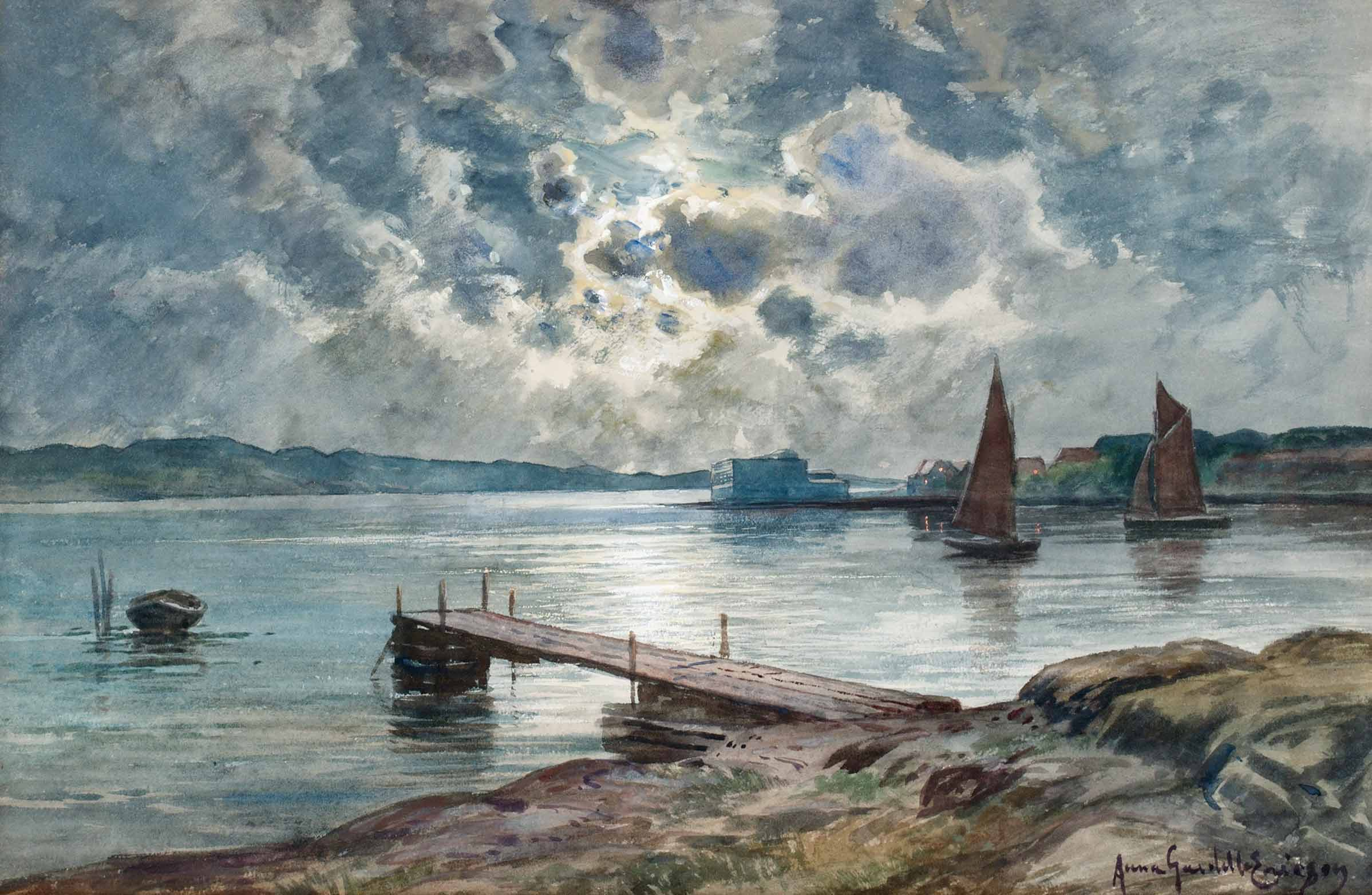
Motiv från Marstrand
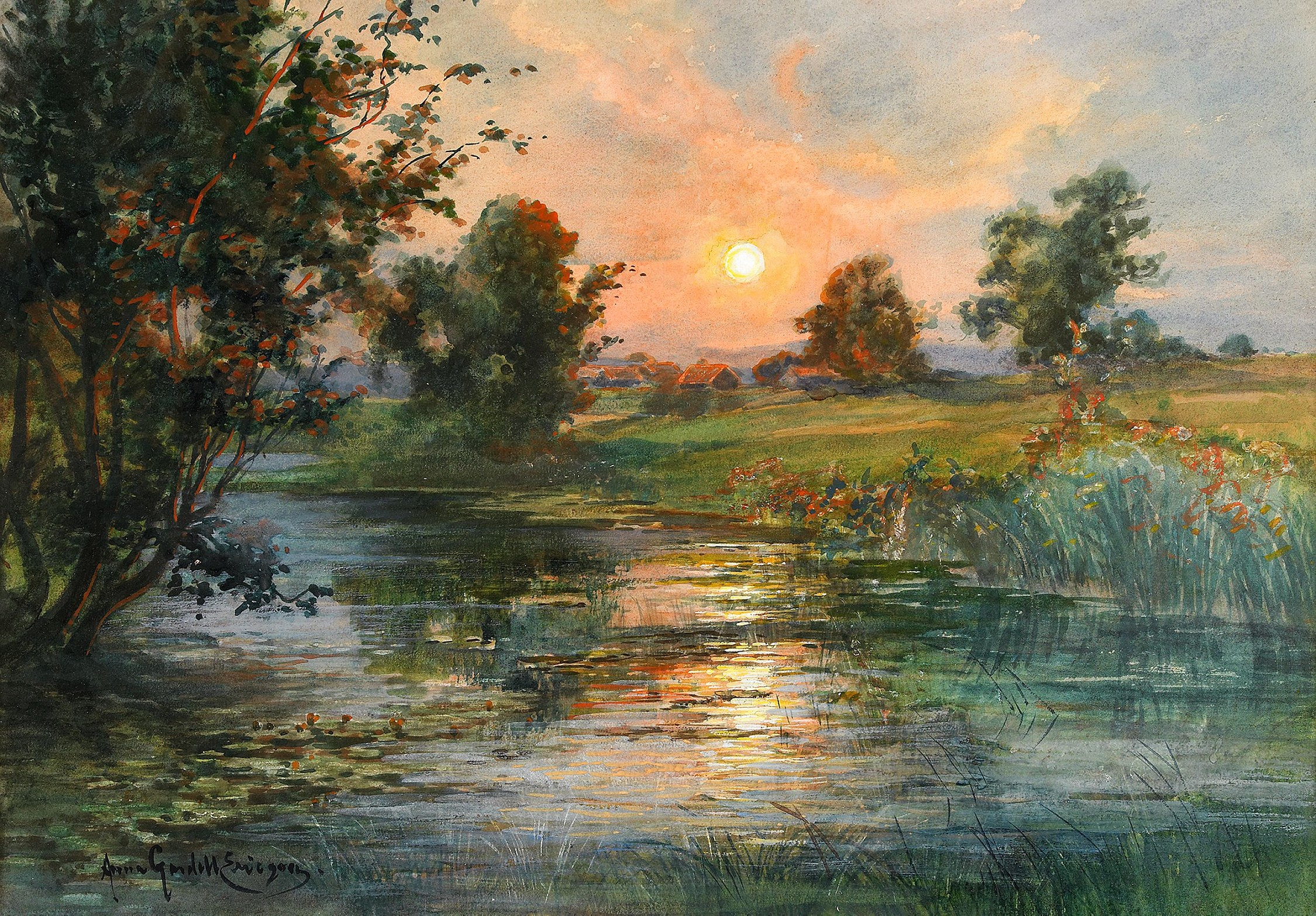
Soluppgång över landskap med vatten
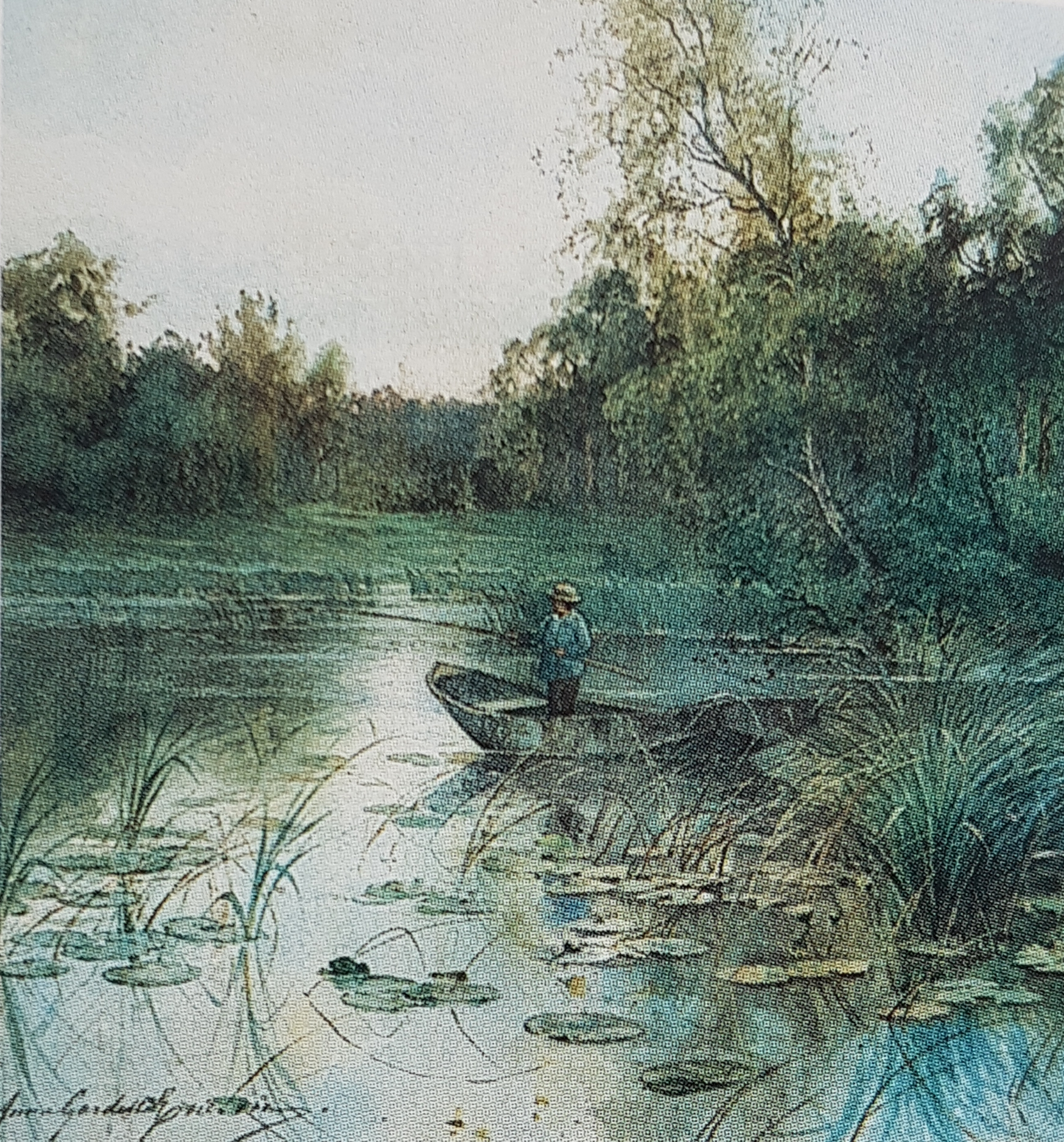
Sjölandskap med fiskare
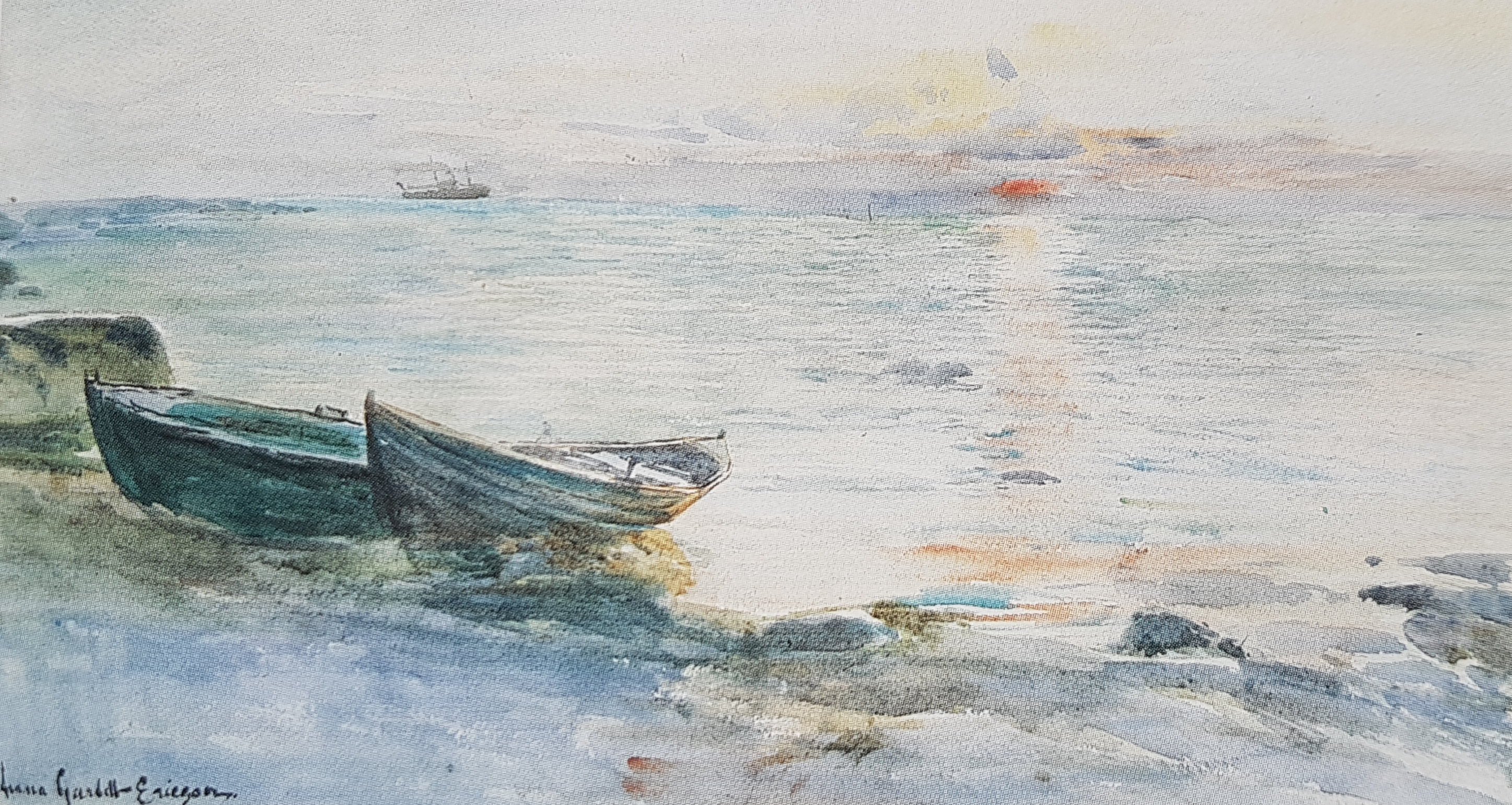
Uppdragna ekor
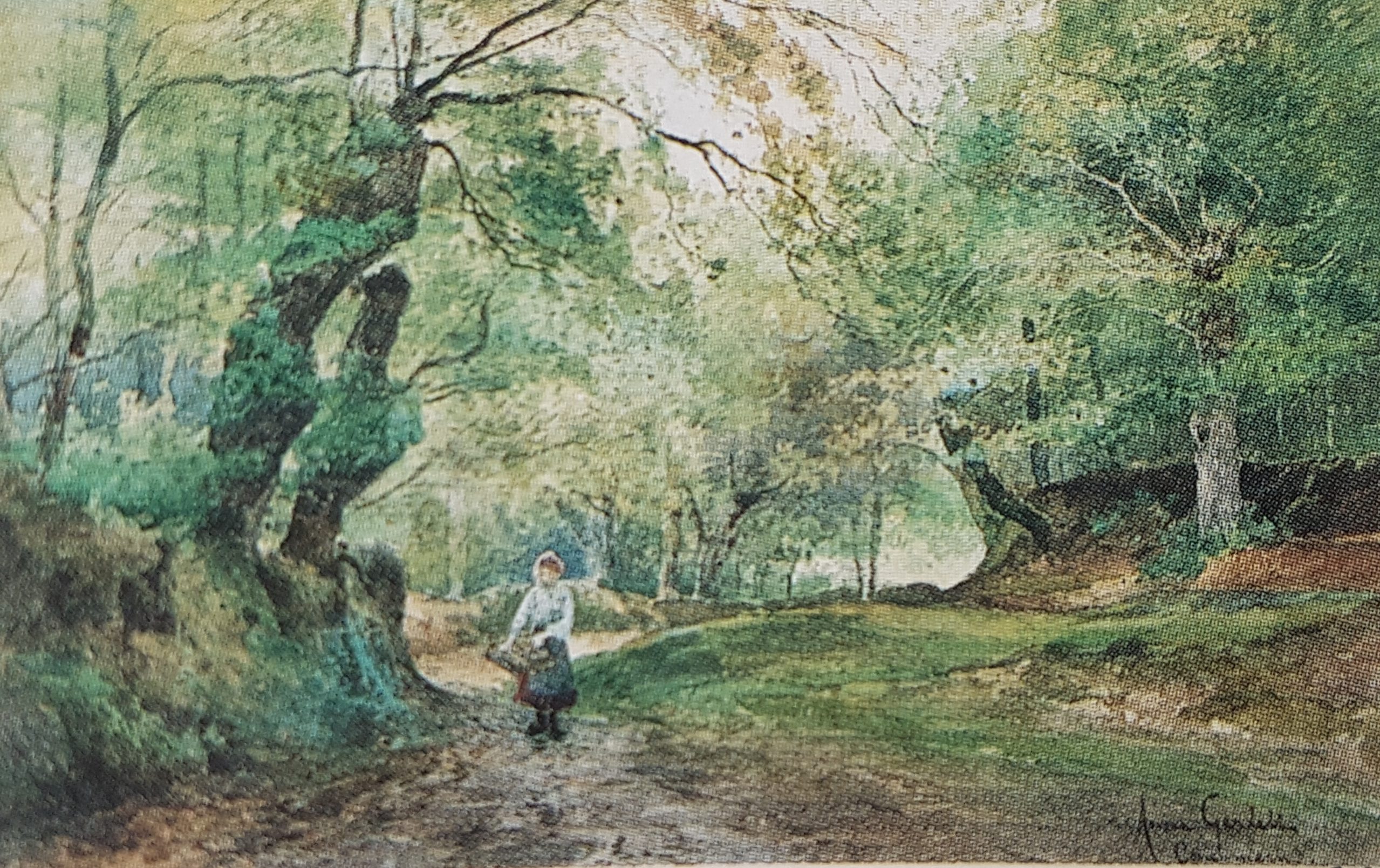
Concarneau